# Даргойское сельское поселение
Даргойское се́льское поселе́ние — муниципальное образование в Веденском районе Чечни Российской Федерации.
Административный центр и единственный населённый пункт — село Дарго.

## История
Образовано как Даргинское сельское поселение Законом Чеченской Республики от 20 февраля 2009 года.
В 2022 году Даргинское сельское поселение было переименовано в Даргойское.

## Население
| 2010  | 2012  | 2013  | 2014  | 2015  | 2016  | 2017  |
| ----- | ----- | ----- | ----- | ----- | ----- | ----- |
| 2160  | ↗2211 | ↗2220 | ↗2249 | ↗2291 | ↗2320 | ↗2358 |
| 2018  | 2019  | 2020  | 2021  | 2023  | 2024  |       |
| ↗2394 | ↗2435 | ↗2472 | ↘2302 | ↗2425 | ↗2458 |       |